# Indoaleyrodes laos
Indoaleyrodes laos là một loài côn trùng cánh nửa trong họ Aleyrodidae, phân họ Aleyrodinae.
Indoaleyrodes laos được Takahashi miêu tả khoa học đầu tiên năm 1942.